# Walras lag
Walras lag är en nationalekonomisk princip inom den allmänna jämvikts-teorin som säger att en specifik marknad, givet att alla andra marknader är i jämvikt, så måste den specifika marknaden också vara i jämvikt. Principen är namngiven efter den franska nationalekonomen Léon Walras, även om den först formulerades av John Stuart Mill i hans Essays on Some Unsettled Questions of Political Economy från 1844.